# Яковенко, Михаил Сергеевич
Михаил Сергеевич Яковенко (30 мая 1980, Ленинград) — российский футболист, защитник игрок в мини-футбол.

## Биография
Воспитанник СДЮШОР «Зенит» Санкт-Петербург. В чемпионате 1996/97 сыграл пять матчей, забил один мяч за мини-футбольный клуб ПСИ.
В системе «Зенита» играл во втором дивизионе за «Зенит-д» (1998—2000) и «Локомотив-Зенит-2» (2001). В январе 2002 был на сборах с главной командой. В том же году провёл 23 матча в молодёжном первенстве. Также во втором дивизионе выступал в составе клубов «Петротрест» СПб (2003), «Светогорец» Светогорск (2003), «Динамо» Вологда (2004). В 2005—2007 годах играл в чемпионате Санкт-Петербурга за «Би Лайн СПб»/«90 минут».